# Crucifix de San Zeno
Le Crucifix de San Zeno  est une croix peinte en  tempera sur bois réalisée par Coppo di Marcovaldo et son fils Salerno en  1274 et  conservée à la cathédrale de Pistoia.

## Description
Le crucifix est de style Christus patiens, représentant le « Christ mort résigné » (kénose) de la représentation orientale (byzantine) montrant les déformations dues aux sévices infligés :
- Face tournée, émaciée saisie par la mort dans une pose sereine,
- yeux fermés du  masque mortuaire,
- affaissement du corps,
- plaies saignantes, (mains, pieds et flanc).

Dans les panneaux latéraux  sont représentées six scènes de la Passion du Christ :
Gauche (de haut en bas)
- Arrestation du Christ
- Flagellation du Christ
- Descente de la Croix

Droite (de haut en bas)
- Jésus devant les grands prêtres
- Pietà
- Pieuses au tombeau

Les tabellone sont absents aux extrémités de la croix (probablement détachés de l'œuvre originale).

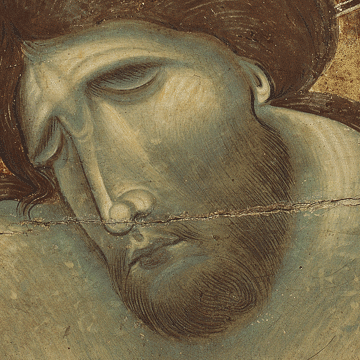
Détail de la face.
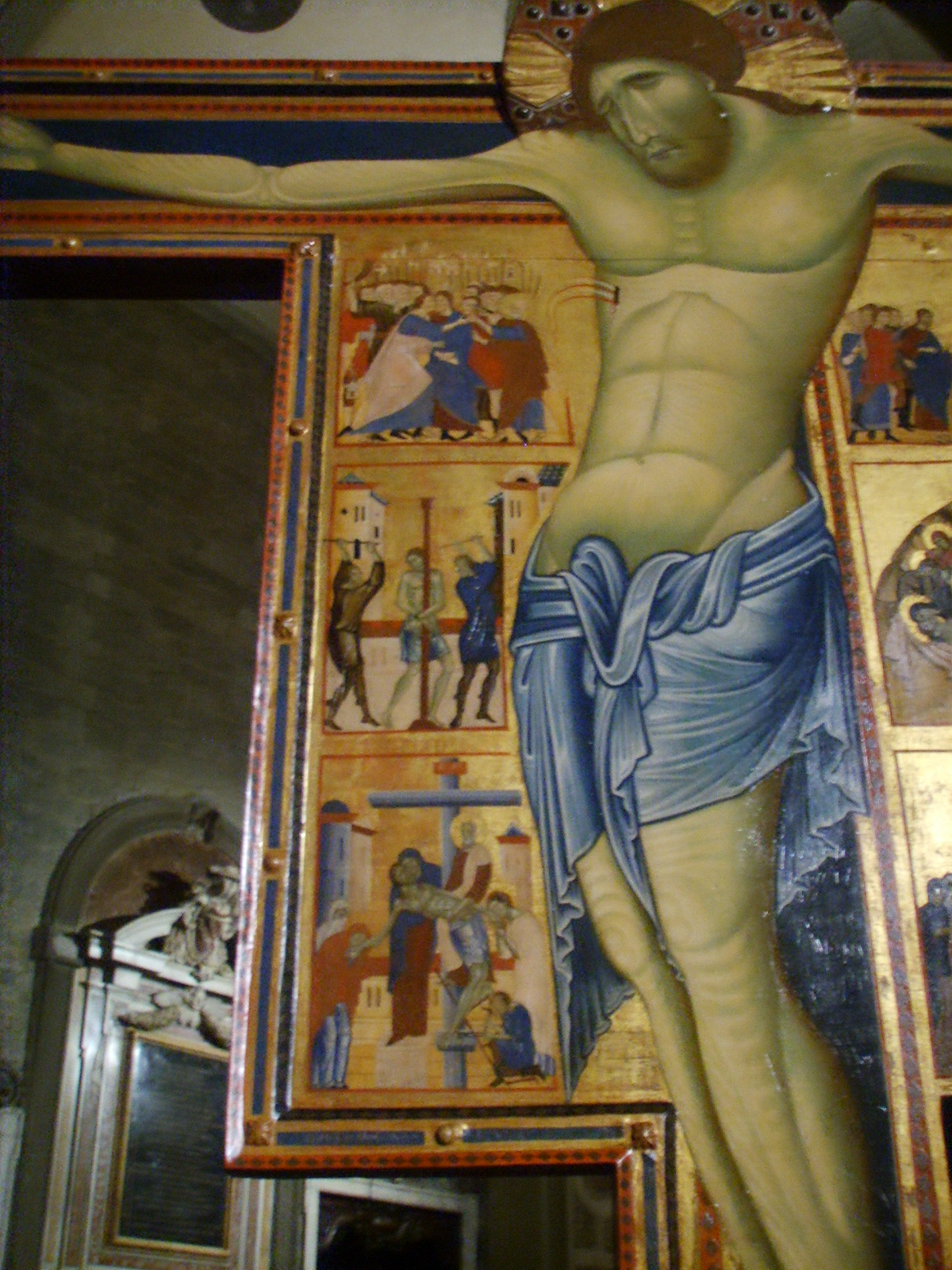
Panneau de gauche.
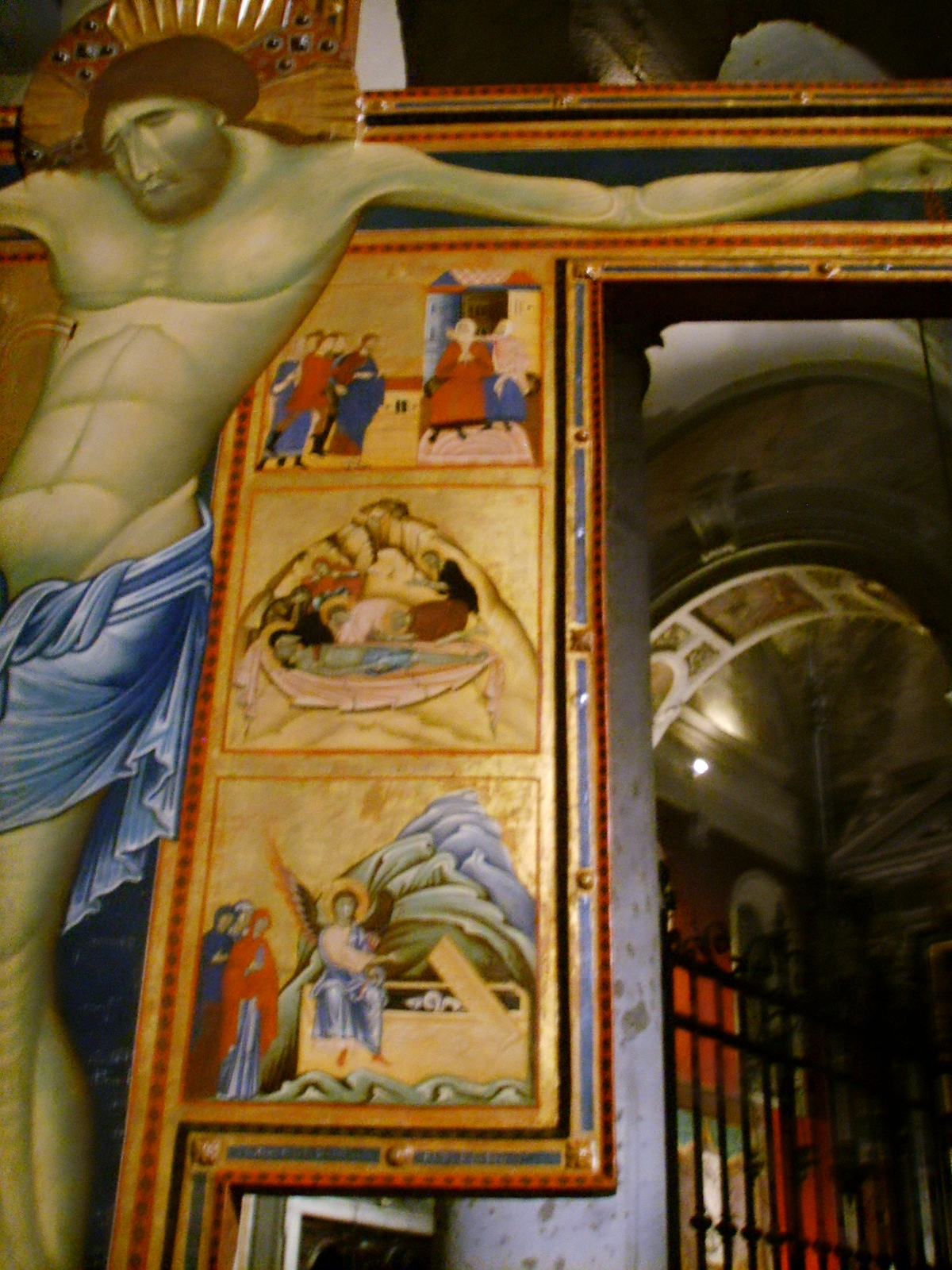
Panneau de droite.

## Sources
- La Peinture gothique italienne, collectif, Editeur De Lodi, 2011  (ISBN 9782846903745) p. 9